# 붕어속
붕어속(Carassius)은 잉어과의 한 속이다.

## 주요 종
- 붕어(C. carassius)
- 금붕어(C. auratus)
- 떡붕어(C. cuvieri)